# Miguel González (baseball, 1990)
Pour les articles homonymes, voir Miguel González (homonymie) et González.
Miguel Antonio González (né le 3 décembre 1990 à Porlamar, Nueva Esparta, Venezuela) est un ancien receveur de baseball. Il a joué en 2013 pour les White Sox de Chicago de la Ligue majeure de baseball.

## Carrière
Miguel González signe son premier contrat professionnel en 2008 avec les White Sox de Chicago. Il joue son premier match dans le baseball majeur avec cette équipe le 10 septembre 2013 et dispute 5 rencontres en fin d'année, frappant ses deux premiers coups sûrs. À son second match le 12 septembre, González réussit face au lanceur Josh Tomlin des Indians de Cleveland son premier coup sûr dans les majeures.